# Hainburg an der Donau
Hainburg an der Donau ist eine Stadtgemeinde im Bezirk Bruck an der Leitha in Niederösterreich mit 7033 Einwohnern (Stand 1. Jänner 2024).

## Geografie
Die Stadt Hainburg liegt an der Donau zwischen Wien und Bratislava im Industrieviertel in Niederösterreich. Im Nordosten der Stadt bildet die Donau die Grenze zur slowakischen Hauptstadt Bratislava (Stadtteil Devín, welcher an die Jägerhaussiedlung grenzt). Einen Grenzübergang nach Bratislava gibt es von Hainburg nicht. Des Weiteren ist Hainburg die östlichste Stadt Österreichs, die östlichste Gemeinde Österreichs ist jedoch Deutsch Jahrndorf im Burgenland, welche ebenfalls an Bratislava grenzt. Hainburg liegt auch zwischen der geografischen Grenze der Karpaten (zu denen noch der Braunsberg zählt) im Osten und der Donau im Norden.
Die Fläche der Stadtgemeinde umfasst 24,98 Quadratkilometer. Davon sind 26 Prozent landwirtschaftliche Nutzfläche, 45 Prozent sind bewaldet und 11 Prozent entfallen auf die Donau.

### Gliederung
Hainburg verfügt über keine weiteren Ortschaften. Ortsteile sind die Jägerhaussiedlung, der Karolinenhof, die Kramerkapelle und die Ruine Röthelstein.

### Nachbargemeinden
|                       | Engelhartstetten (Bezirk Gänserndorf)       |            |
| Petronell-Carnuntum   | Kompassrose, die auf Nachbargemeinden zeigt | Bratislava |
| Bad Deutsch-Altenburg | Hundsheim                                   | Wolfsthal  |

## Geschichte

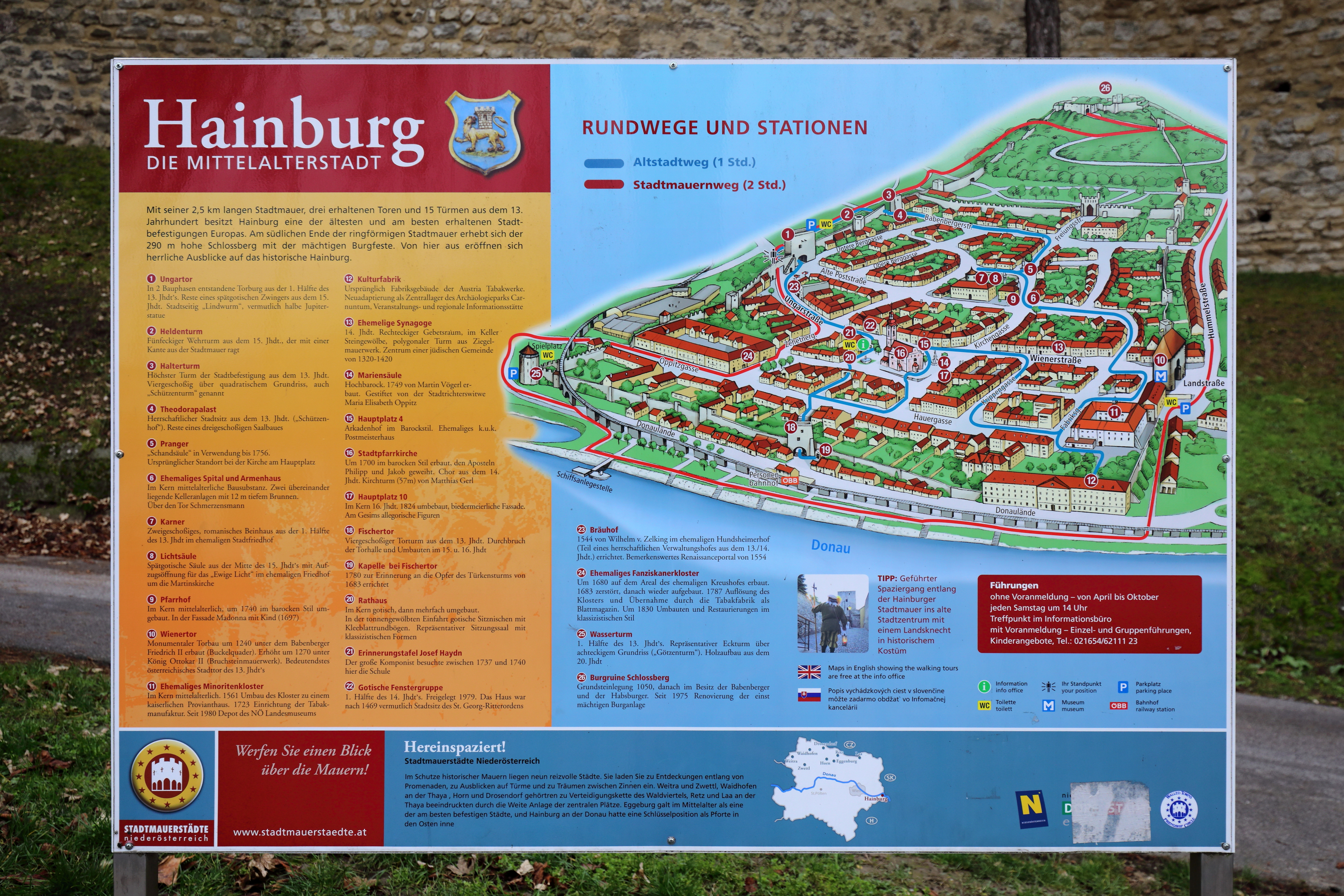
Infotafel über die historische Stadt Hainburg

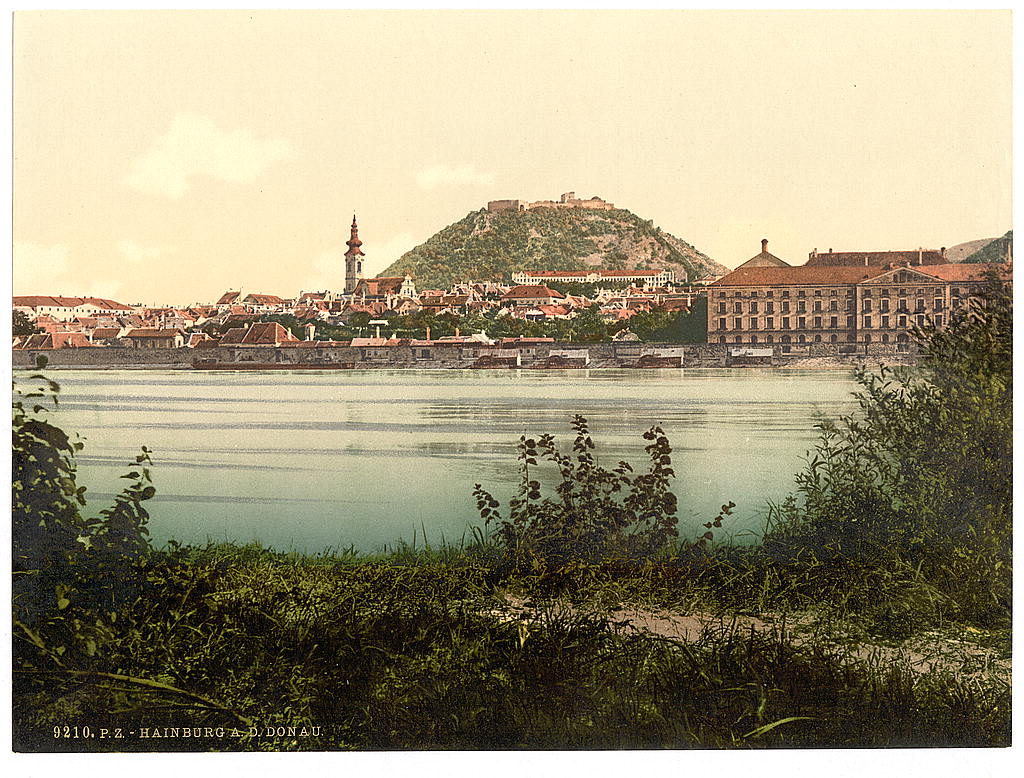
Blick auf Hainburg an der Donau um 1900

Hainburg um 1873 (Aufnahmeblatt der Landesaufnahme)

Die erste Besiedlung geht möglicherweise auf die Kelten auf dem Braunsberg zurück. Allerdings gibt es Hinweise auf eine frühere Besiedlung durch die Urnenfelderkultur oder zur Hallstattzeit aufgrund der strategisch hervorragenden Lage. Das heutige Stadtgebiet lag im Einzugsgebiet von Carnuntum, der Hauptstadt der römischen Provinz Pannonien, in der zeitweilig auch Mark Aurel residierte.
Die erste schriftliche Nennung erfolgte im Nibelungenlied im Zusammenhang mit Rüdiger von Bechelaren.
Kaiser Heinrich III. verfügte um 1050, auf dem Schlossberg die Heimenburg zu bauen. Erbaut wurde sie schließlich von Bischof Gebhard III. von Regensburg, Herzog Konrad I. von Bayern und Markgraf Adalbert dem Siegreichen.
Mit seinen 2,5 km langen Stadtmauern, drei erhaltenen Toren und 15 Türmen aus dem 13. Jahrhundert besitzt Hainburg eine der ältesten und am besten erhaltenen Stadtbefestigungen Europas.
1108 kam die Burg in den Besitz der Babenberger. In der zweiten Hälfte des 12. Jahrhunderts wurde die Burg durch das Lösegeld für Richard Löwenherz erweitert. Um 1220–1225 wurde die Befestigungsanlage noch verstärkt. Unter anderem wurde das Wienertor und damit das größte mittelalterliche Stadttor Europas gebaut. Der untere Teil wurde in der ersten Hälfte des 13. Jahrhunderts gebaut, der obere Teil 1267/68 durch Ottokar II. von Böhmen.
Am 11. Februar 1252 heiratete die Schwester des letzten Babenberger Herzogs Friedrich II., Margarethe von Babenberg, in der Burgkapelle auf dem Schlossberg den Markgrafen von Mähren und späteren König von Böhmen Ottokar II.
1278 verlor Ottokar die Schlacht bei Dürnkrut. Die Burg kam in den Besitz der Habsburger. Diese verpfändeten die Burg an verschiedene Besitzer. Die Stadt wurde vernachlässigt und verlor dadurch an Bedeutung. Die Burg ging 1629 in den Besitz der Stadt über.
Im Zuge der ersten Wiener Türkenbelagerung überschritt das osmanische Heer im September 1529 bei Hainburg die Grenze. Bei der Eroberung wurden Stadt und Burg verwüstet.
Am 11. Juli 1683 wurde im „zweiten osmanischen Feldzug“ (Großer Türkenkrieg) die Stadt eingenommen und gänzlich zerstört, die Burganlage und Befestigungsanlagen erlitten starke Schäden. Die Bevölkerung versuchte durch das Fischertor in die Donauauen zu fliehen, die Torflügel konnten jedoch nicht rechtzeitig geöffnet werden. In der engen Gasse vor dem Fischertor kam es zu einer Massenpanik und einem Gemetzel (die Gasse heißt heute „Blutgasse“ in Erinnerung an das Massaker). Der Überlieferung nach befanden sich neben der damaligen Stadtbevölkerung von ca. 4000 Menschen noch eine etwa ebenso große Zahl an Schutzsuchenden aus der Umgebung in der Stadt. Von diesen über 8000 Menschen wurden bis auf 100 Personen alle getötet. Einer der wenigen Überlebenden war der Wagnergeselle Thomas Haydn, Großvater von Joseph, Michael und Johann Evangelist Haydn.
1738 lernte Johann Mathias Frankh, der damalige Schuldirektor von Hainburg, den jungen Joseph Haydn kennen. Er erkannte dessen Begabung und schlug den Eltern vor, das Kind, das in Rohrau aufwuchs, zu ihm nach Hainburg zur Ausbildung zu schicken. Mit sechs Jahren kam Joseph Haydn nach Hainburg. Später äußerte sich Haydn über diese Zeit wie folgt: „Ich verdanke diesem Manne noch im Grab, dass er mich zu so vielerlei angehalten hat, wenngleich ich dabei mehr Prügel als zu essen bekam.“ Georg von Reutter, der damalige musikalische Direktor des Stephansdoms in Wien, entdeckte Haydn bei einer seiner Provinzreisen, auf denen er nach talentierten Chorknaben Ausschau hielt, in Hainburg. Er holte ihn im Jahr 1740, also mit acht Jahren, als Chorknabe der Kantorei St. Stephan nach Wien.
Nach dem Burg und Herrschaft Hainburg nach einigen Eigentümerwechseln 1756 oder 1757 von Gabriel Graf Bethlen erworben worden, ließ dieser kurz danach mit dem Bau eines neuen Rokokoschlosses beginnen. Bethlen übertrug Schloss und Herrschaft während des Baus an seine Gattin, die sie 1767 oder 1768 wiederum an Philipp I. Graf Batthyány verkaufte. Das Neue Schloß wurde 1767 unter Graf Batthyány, fertig gestellt, und von ihm und seiner Frau Barbara zum gesellschaftlichen Zentrum für die nähere Umgebung gemacht.
1709 setzte Graf Löwenberg die Burgkapelle instand. 1784 siedelte Joseph II. durch das Tabakpatent in der Stadt eine Tabakmanufaktur an und begründet damit die Tabakverarbeitung in Hainburg, wo bis 2011 Zigaretten und Rauchtabak erzeugt wurden. Damit wurde die Stadt nahezu neu besiedelt.
Im 19. Jahrhundert wurde Hainburg auch zur Garnisonsstadt, in der Offiziersanwärter ausgebildet werden. Nachdem bereits 1886 eine Lokalbahn von Bruck an der Leitha nach Hainburg eröffnet worden war, konnte 1914 mit der Pressburger Bahn eine der ersten elektrischen Bahnstrecken in Österreich in Betrieb genommen werden. Nach dem Ersten Weltkrieg wurde die Stadt 1918 zur östlichsten Stadt Österreichs.
Im Zweiten Weltkrieg blieb die Stadt nahezu verschont von Angriffen. 1945 führte der Todesmarsch der ungarischen Juden, die als Zwangsarbeiter zum Bau des Südostwalls eingezogen worden waren, durch Hainburg.
Nach dem Krieg bildete die Tabakfabrik praktisch eine der wenigen Einnahmequellen für die neue Republik (1945 wurde mehr als die Hälfte der Steuereinnahmen durch die Tabaksteuer bestritten). Obwohl von der Sowjetarmee besetzt, wurde Hainburg auch erste Anlaufstelle für die deutschsprachige Bevölkerung in der Slowakei und Ungarn.
In den 1960er Jahren wurde eine Aussichtsstraße auf den Braunsberg gebaut, der ab diesem Zeitpunkt zur Aussichtswarte „Eiserner Vorhang“ wurde. Ab 1975 wurde die alte Burganlage sukzessiv wieder aufgebaut.
1984 wollte die damalige DOKW (heute Teil des Verbund-Konzerns) ein Kraftwerk in der Hainburger Au auf der nördlichen Seite der Donau errichten. Die Proteste waren so massiv, dass nach der Besetzung der Hainburger Au und einer Auseinandersetzung mit den Einsatzkräften der Gendarmerie die Bundesregierung das Projekt schließlich zurückzog. Heute ist das Gebiet Teil des Nationalparks Donau-Auen.
Seit 2009 ist die Stadt auch an den öffentlichen Personennahverkehr der Stadt Bratislava (Dopravný podnik Bratislava) angeschlossen. Die Autobuslinie 901 verkehrt auf der Relation Bratislava – Wolfsthal – Hainburg.
2017 wurde die Stadt Hainburg von der Kultur.Region.Niederösterreich zur kulturfreundlichsten Gemeinde im Bezirk Bruck an der Leitha ausgezeichnet.
Am 1. September 2018 kam es mit einem Jet-Pionierboot des Bundesheeres zu einem Bootsunfall auf der Donau. Im Zuge eines Girl Camps fuhren 8 junge Teilnehmerinnen mit, ein Boot kenterte an einer Welle, 2 Frauen, 18 und 22 Jahre alt waren durch ihre Schwimmwesten 39 bzw. 45 Minuten unter dem Boot gefangen und wurden schwer verletzt. Das Strafverfahren gegen den Bootsführer wurde mit Diversion im Mai 2019 abgeschlossen.

### Bevölkerungsentwicklung
Da sich die Grundstückspreise in Bratislava in den 2000er Jahren sehr stark erhöht haben, ziehen viele Slowaken in das nicht weit entfernte Hainburg, dessen Einwohnerentwicklung vorher eher negativ war.

## Kultur und Sehenswürdigkeiten

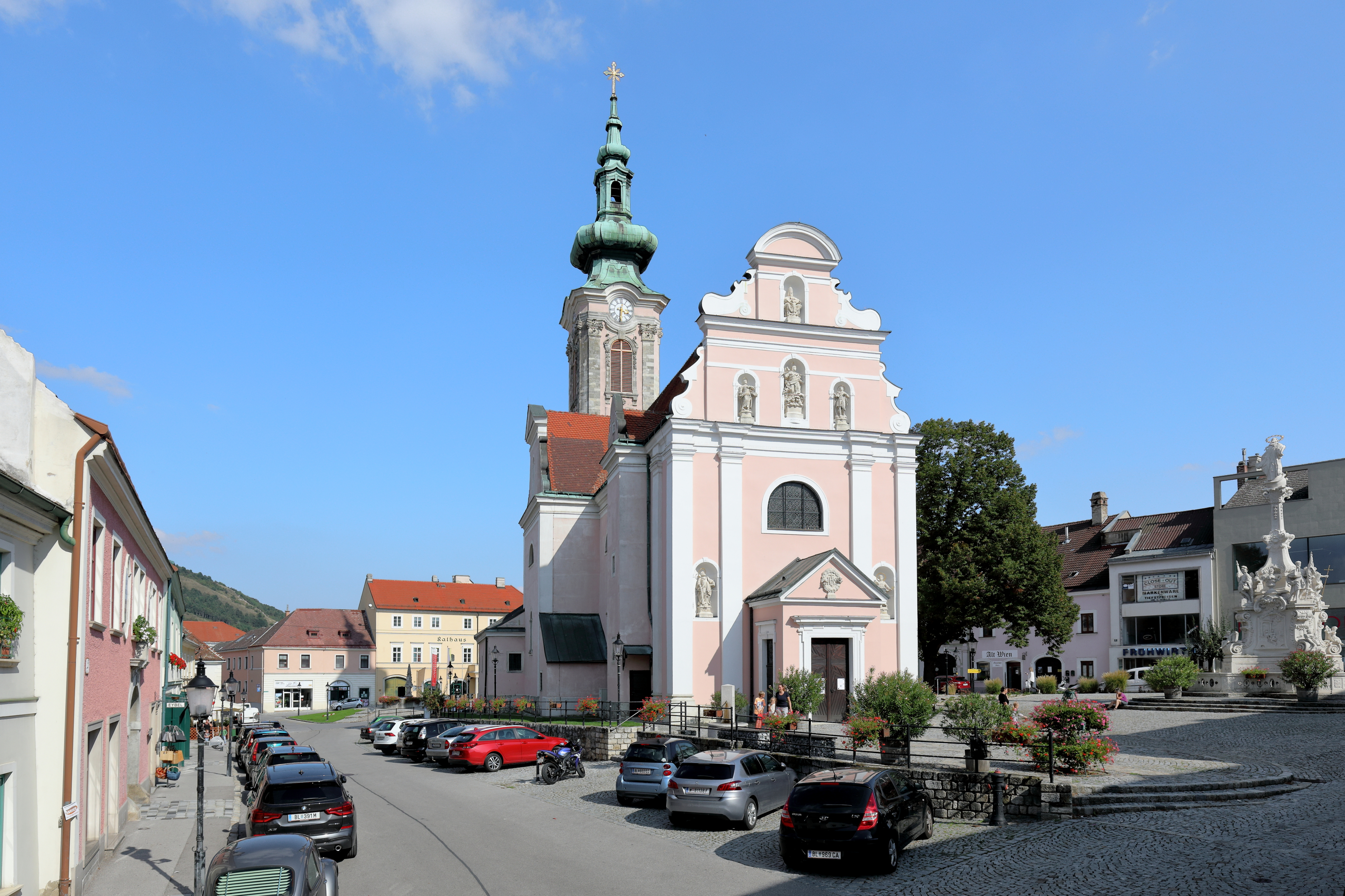
Katholische Stadtpfarrkirche am Hauptplatz

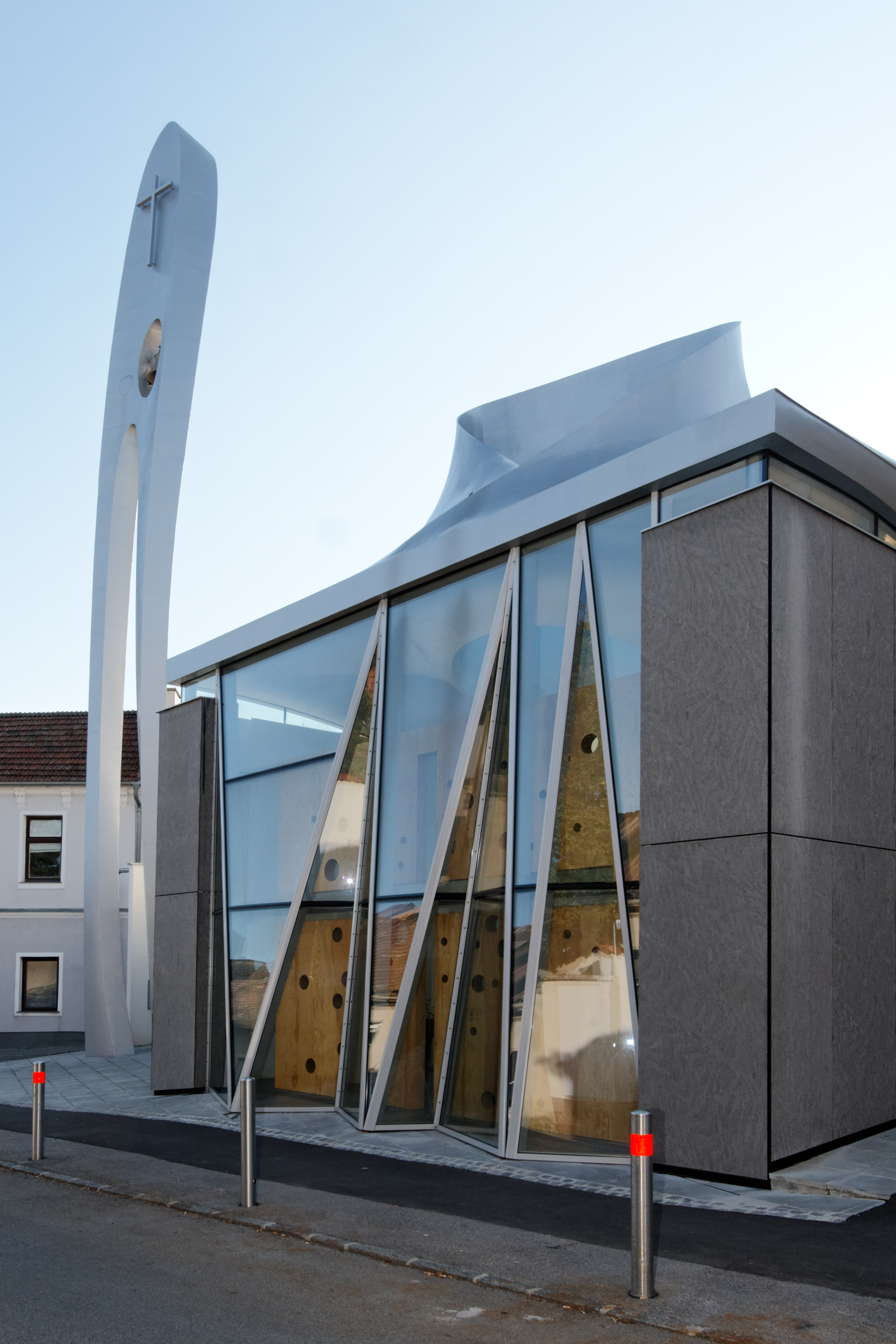
Evangelische Martin-Luther-Kirche

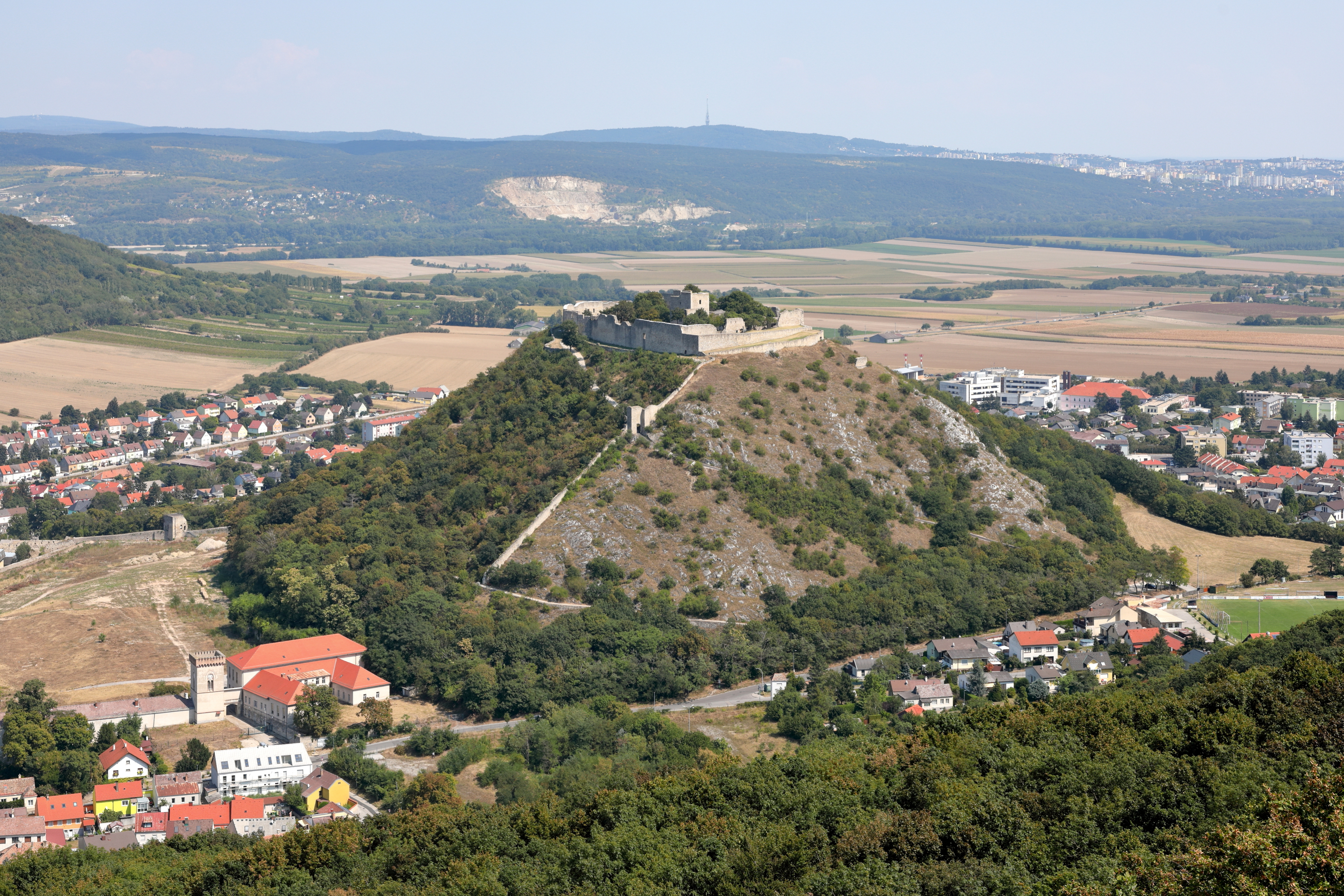
Burgruine Hainburg auf dem Schlossberg

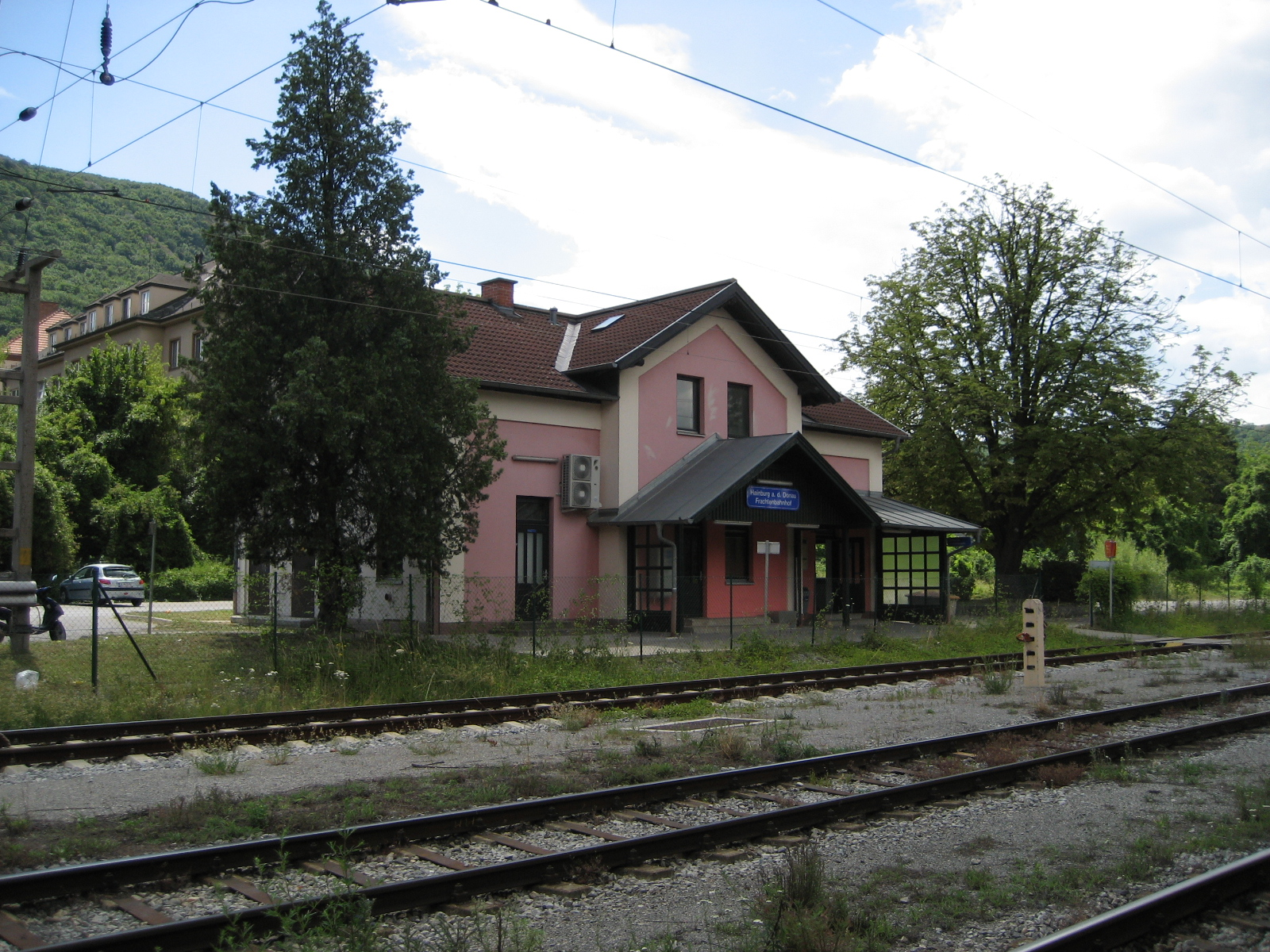
Bahnhof Hainburg Kulturfabrik (ehem. Frachtenbahnhof)

- Stadtbefestigung Hainburg an der Donau
- Katholische Stadtpfarrkirche hl. Philippus und Jakobus
- Evangelische Martin-Luther-Kirche
- Mariensäule: 1749 von Martin Vögerl errichtet, eine Rokokosäule
- Anger: ehemaliges Dorfzentrum aus dem 11. Jahrhundert, mit Karner (ehemalige Friedhofskapelle, um 1220), Lichtsäule, Pfarrhof und Pranger
- Burganlage am Schlossberg in Hainburg: mittelalterliche Stadtbefestigung von europäischem Rang mit 2,5 km langer Stadtmauer, drei Toren und 15 Türmen des 13. Jahrhunderts. Die Burganlage ist eine der ältesten und am besten erhaltenen Stadtbefestigungen in Europa:
  - Wienertor: südwestliches Stadttor um 1235, Überbauung um 1280; größtes erhaltenes mittelalterliches Stadttor Europas (siehe Weblinks)
  - Ungartor: östliches und ältestes Stadttor, um 1230; viergeschoßiger Torturm einschließlich Zinnenplattform
  - Fischertor: nordwestliches Tor zur Donau (Name) um 1280, viergeschoßiger Torturm, Umbauten im 15. und 16. Jahrhundert
  - Halterturm: quadratischer fünfgeschoßiger Turm mit Zinnenplattform, höchster Turm der Stadtmauer, 13. Jahrhundert
  - Götzenturm: achteckiger Wasserturm aus dem 14. Jahrhundert
  - Heimenburg
  - Schlossberg
- Nationalpark Donau-Auen: Der Nationalpark ist aus der Besetzung der Hainburger Au 1984 gegen den Bau eines Kraftwerkes vor Ort hervorgegangen.
- Hundsheimer Berg
- Braunsberg: mit Aussichtsstraße und keltischer Wallburg aus dem 2. Jahrhundert v. Chr.
- Kulturfabrik Hainburg: Im Jahr 2011 war die Kulturfabrik Hainburg Teil der Niederösterreichischen Landesausstellung 2011 Erobern – Entdecken – Erleben im Römerland Carnuntum (16. April bis 15. November 2011)

### Regelmäßige Veranstaltungen
- Burgspiele Hainburg: jährlich im Sommer/Herbst im alten Personenbahnhof (2023 wurde der Verein „Burgspiele Hainburg“ aufgelöst)
- Hainburger Haydngesellschaft: jährlicher Konzertzyklus in der Kulturfabrik Hainburg

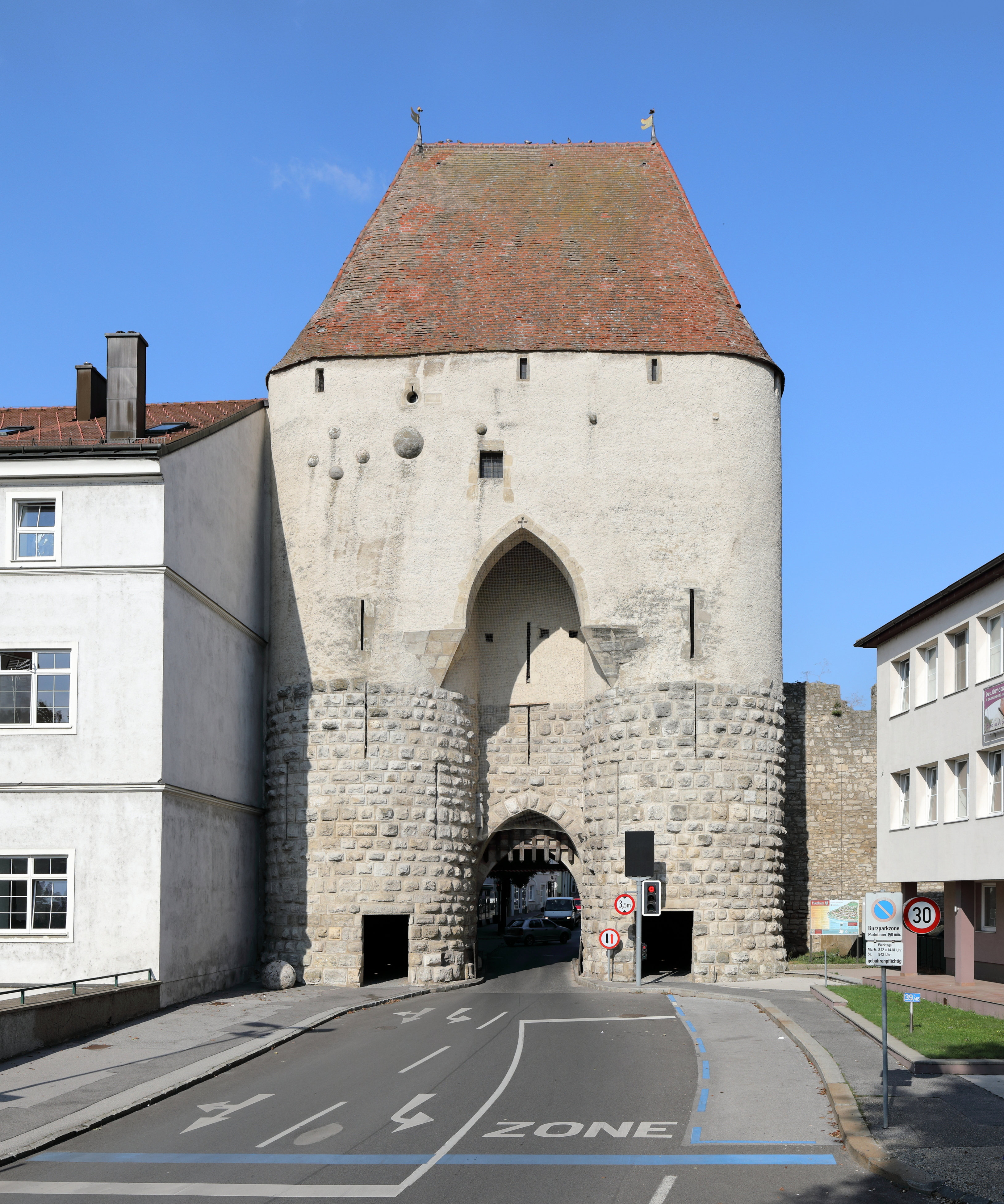
Wienertor
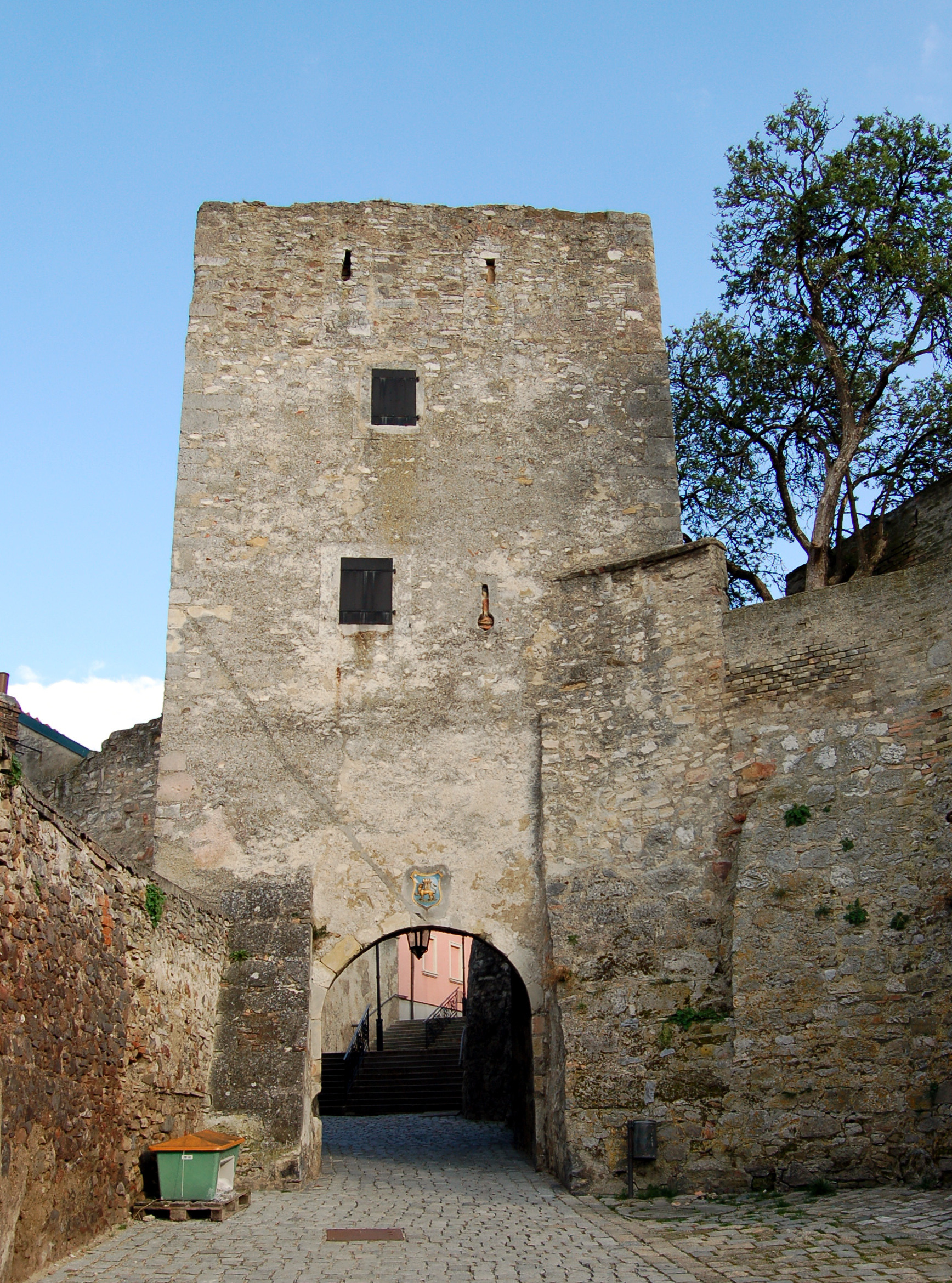
Fischertor
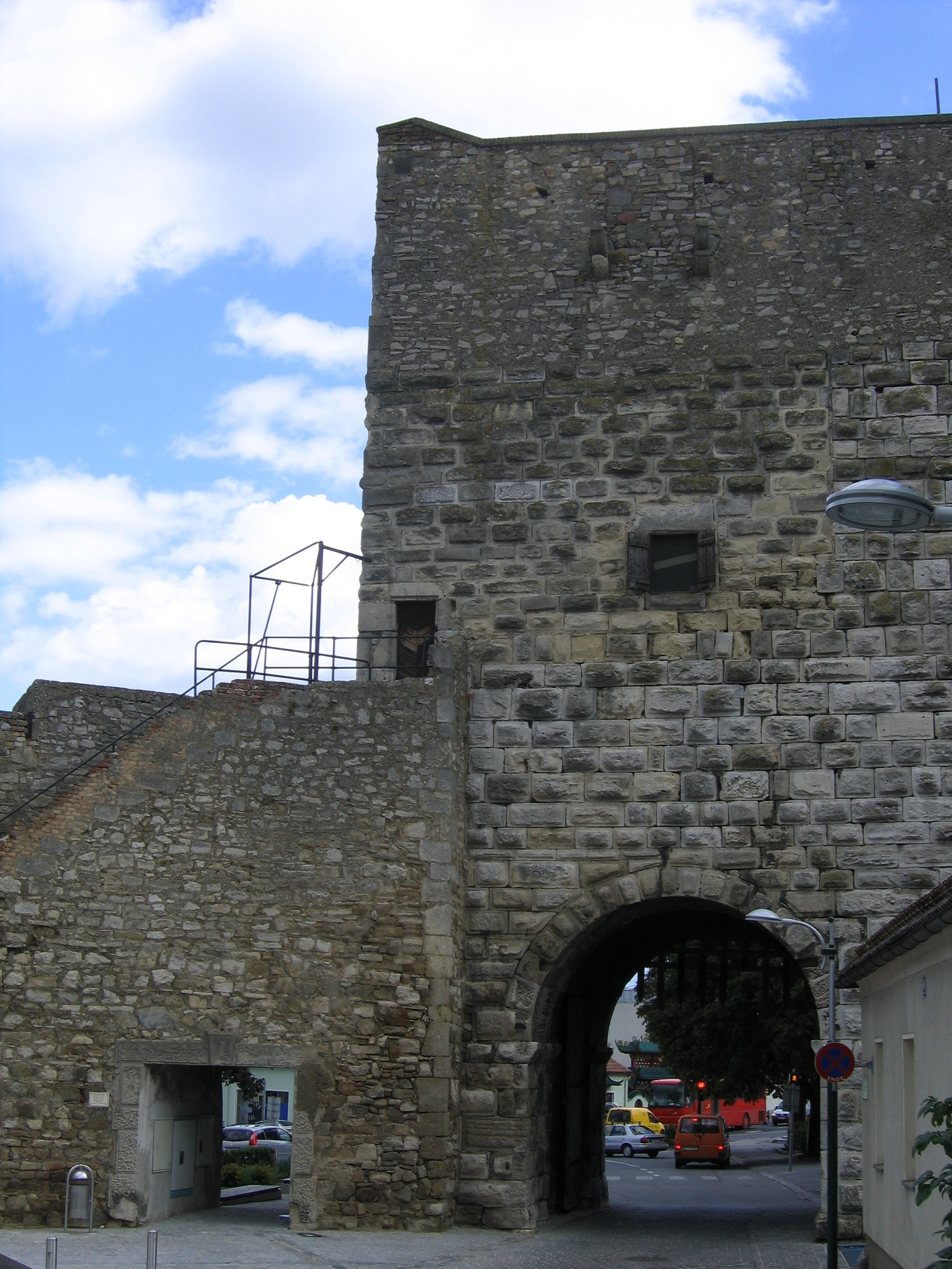
Ungartor
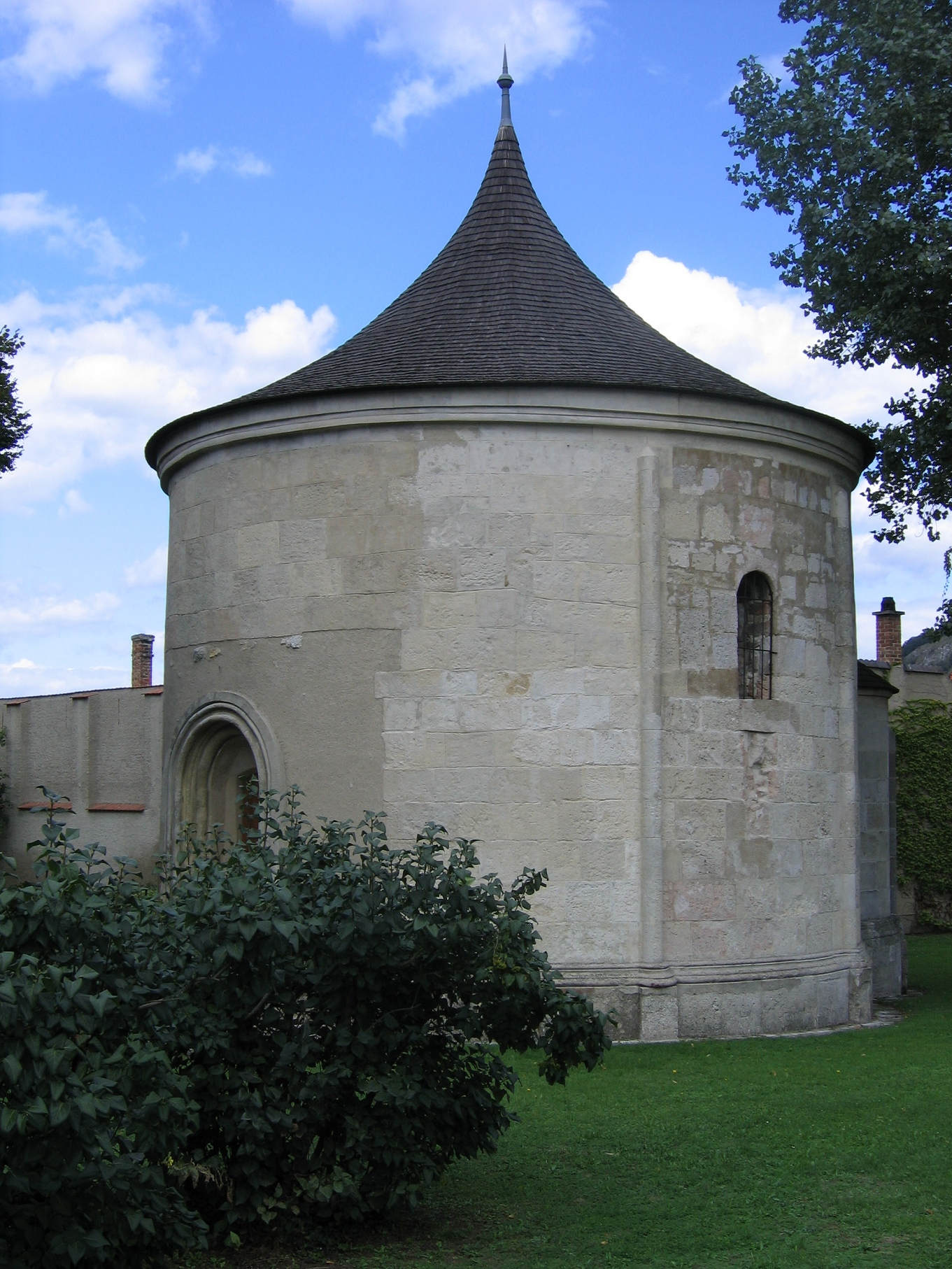
Karner

## Wirtschaft und Infrastruktur
Nichtlandwirtschaftliche Arbeitsstätten gab es im Jahr 2001 242, land- und forstwirtschaftliche Betriebe nach der Erhebung 1999 29. Die Zahl der Erwerbstätigen am Wohnort betrug nach der Volkszählung 2001 2.512. Die Erwerbsquote lag 2001 bei 45 %. 2003 gab es im Ort im Jahresdurchschnitt 70 Arbeitslose.

### Wanderwege
Hainburg ist Ausgangspunkt des Zentralalpenwegs 02, eines österreichischen Weitwanderwegs, der von hier nach Feldkirch in Vorarlberg führt. Weiters führt der Ostösterreichische Grenzlandweg 07 vom Nebelstein im Waldviertel nach Bad Radkersburg durch die Gemeinde.

### Öffentliche Einrichtungen
In der Gemeinde gibt es drei Kindergärten, eine Volksschule und eine Neue Mittelschule.

### Verkehr
Der Ort verfügt über drei Bahnhöfe: Hainburg Kulturfabrik (ehemaliger Frachtenbahnhof), Hainburg Personenbahnhof sowie Hainburg Ungartor. Die Stationen werden primär von Zügen der Linie S7 der S-Bahn Wien sowie von der Linie REX 7 im Stundentakt bedient. Weiteres sind mehrere Bushaltestellen vorhanden, die primär vom Postbus bedient werden.

## Politik

### Gemeinderat
Der Gemeinderat hat 29 Mitglieder.
- Nach den Gemeinderatswahlen 1990 hatte der Gemeinderat folgende Verteilung: 12 SPÖ, 11 ÖVP, 5 ?, und 1 KPÖ.[10]
- Nach den Gemeinderatswahlen in Niederösterreich 1995 hatte der Gemeinderat folgende Verteilung: 13 SPÖ, 10 ÖVP, 3 FPÖ, 2 BLH, und 1 KPÖ.[10]
- Nach den Gemeinderatswahlen in Niederösterreich 2000 hatte der Gemeinderat folgende Verteilung: 14 SPÖ, 7 ÖVP, 4 BLH (Bürgerliste Hainburg), 3 FPÖ, und 1 KPÖ.[11]
- Nach den Gemeinderatswahlen in Niederösterreich 2005 hatte der Gemeinderat folgende Verteilung: 11 SPÖ, 10 ÖVP, 4 Überparteiliche Bürgerliste Hainburg (BLH), 3 Hainburger Initiative, und 1 FPÖ.[12]
- Nach den Gemeinderatswahlen in Niederösterreich 2010 hatte der Gemeinderat folgende Verteilung: 14 ÖVP, 9 SPÖ, 3 Liste Hainburg (LH), 2 FPÖ, und 1 Wir für die Hainburger Bevölkerung (WFH).[13]
- Nach den Gemeinderatswahlen in Niederösterreich 2015 hat der Gemeinderat folgende Verteilung: 18 ÖVP, 7 SPÖ, 3 FPÖ, und 1 EQUAL.[14]
- Nach den Gemeinderatswahlen in Niederösterreich 2020 hatte der Gemeinderat folgende Verteilung: 18 ÖVP, 9 SPÖ und 2 FPÖ.[15]
- Nach den Gemeinderatswahlen in Niederösterreich 2025 hat der Gemeinderat folgende Verteilung: 17 ÖVP, 7 SPÖ, 3 FPÖ und 2 NEOS.[16]

### Bürgermeister
- 1909–1919 Julius Gmeindl
- 1919–1934 Georg Spelitz (SDAPÖ)
- 1934–1938 Rudolf Strohmaier (VF)
- 1938–1939 Heinrich Fiebiger (NSDAP)
- 1939–1943 Otto Kreitschi (NSDAP)
- 1943–1945 Georg Hottner (NSDAP)
- 1945–1950 Georg Spelitz (SPÖ)
- 1950–1958 Leopold Fitz (SPÖ)
- 1958–1960 Hans Seitz (SPÖ)
- 1960–1970 Josef Wüger (ÖVP)
- 1970–1981 Hubert Rein (ÖVP)
- 1981–1982 Friedrich Wagner (ÖVP)
- 1982–1990 Johann Ritter (ÖVP)
- 1990–2002 Franz Hirschl (SPÖ)
- 2002–2005 Raimund Holcik (SPÖ)
- 2005–2013 Karl Kindl (ÖVP)[17]
- 2014–2016 Josef Zeitelhofer (ÖVP)
- 2016–2024 Helmut Schmid (ÖVP)[18][19]
- seit 2024 Johannes Gumprecht (ÖVP)[20][21]

### Wappen
Blasonierung: „In Blau auf einem grünen Schildfuß in natürlicher Farbgebung ein goldener schreitender rücksehender Löwe mit erhobener rechter Pranke, hinter diesem links aus dem Schildfuß wachsend ein silberner, schwarz gefugter, gezinnter Butterfassturm mit geschlossenem steingefassten Portal im Unterbau und schwarzem Fenster über zwei ebensolchen Rundöffnungen im Aufsatz.“

### Städtepartnerschaften
Hainburg pflegt Partnerschaften mit folgenden Städten:
- Nieder-Roden (Hessen, Deutschland): Seit 25. Mai 1974[23] besteht die Städtepartnerschaft mit der damals selbständigen Gemeinde Nieder-Roden, die 1977 im Zuge der hessischen Gebietsreform ein Teil der Stadt Rodgau wurde.
- Šamorín (Slowakei), seit 14. Juni 2008

## Persönlichkeiten

### Söhne und Töchter der Stadtgemeinde
- Konrad von Hainburg († 1360) Kartäusermönch und Verfasser lateinischer Heiligen- und Marienlieder
- Martin Geiger (um 1602–1669), Weihbischof in Passau
- Joseph Hillmer (* 1719), Okulist und Professor für Augenheilkunde in Berlin, u. a. tätig in Russland, Leipzig, Berlin, Skandinavien, England und Frankreich
- Franz von Felbinger (1844–1906), Techniker, Industrieller und Maler
- Alexander Gaheis (1869–1942), Klassischer Philologe und Archäologe
- Karl Hayd (1882–1945), Maler und Grafiker
- Mauritz von Wiktorin (1883–1956), Offizier, zuletzt General der Infanterie im Zweiten Weltkrieg
- Hermann Garhofer (1887–1949), Richter und Politiker
- Walter Gmeindl (1898–1958), österreichischer Komponist, Chordirigent und Musikpädagoge
- Josef Wüger (1907–1970), Politiker (ÖVP) und Polizeibeamter
- Bruno Kralowetz (1911–2001), Erfinder
- Peter Fleissner (* 1944), Universitätsprofessor für Informationswissenschaft an der Technischen Universität Wien
- Helga Erlinger (* 1947), Politikerin (Grüne)
- Hans Veigl (* 1948), Autor
- Gerhard Gürtlich (* 1953), Publizist, Sektionschef und Lektor
- Michael Pand (* 1955), Schauspieler, Schriftsteller, Hörspielautor und Dokumentarfilmer
- Adolf Tuma (* 1956), Lithograph und Briefmarkengestalter
- Michaela Gansterer (* 1959), Politikerin (ÖVP) und Gastwirtin
- Ernest Windholz (* 1960), Politiker (FPÖ/BZÖ)
- Janet Kath (* 1964), Managerin und Unternehmerin
- Josef Ernst Köpplinger (* 1964), Theaterregisseur und -intendant
- Lucas Hajda (* 1965), Basketballspieler
- Birgit Denk (* 1971), Sängerin und Texterin
- Ariane Swoboda (* 1971), Musicaldarstellerin, Schauspielerin und Autorin
- Benjamin Steuer (* 1986), Fußballschiedsrichter
- René Zonschits (* 1986), Politiker und Abgeordneter zum Landtag von Niederösterreich
- David Dornhackl (* 1990), Fußballspieler
- Rainer Predl (* 1990), Ultraläufer
- Victoria Hudson (* 1996), Speerwerferin
- Thomas Otrok (* 1997), Schauspieler
- Daniel Hautzinger (* 1998), Fußballspieler
- Peter Hofbauer (* 1998), Basketballspieler
- Melanie Brunnthaler (* 2000), Fußballspielerin

### Mit der Stadtgemeinde verbundene Persönlichkeiten
- Philipp I. Batthyány (1734/35–1795), ungarischer Magnat, Grundherr von Hainburg
- Joseph Haydn (1732–1809), österreichischer Komponist der Wiener Klassik
- Wolf Dieter Prix (* 1942), österreichischer Architekt und Mitbegründer der Architektenkooperative Coop Himmelb(l)au[24]
- Johannes Huber (* 1946), österreichischer Mediziner und Theologe[25]
- Jon Fosse (* 1959), norwegischer Schriftsteller und Dramatiker, Literaturnobelpreisträger[26][27]